# Augenkammer
Als Augenkammern (Camerae bulbi) bezeichnet man die beiden mit Kammerwasser gefüllten Hohlräume im vorderen Teil des Auges. Man unterscheidet eine vordere und eine hintere Augenkammer, die durch die Pupille in offener Verbindung stehen.
Die vordere Augenkammer (Camera anterior bulbi) reicht von der Hinterfläche der Cornea (Hornhaut) bis zur Iris (Regenbogenhaut). Im Randbereich der vorderen Augenkammer, wo Iris und Hornhaut aneinanderstoßen (Iridokornealwinkel oder Kammerwinkel, Angulus iridocornealis), liegt ein feines Trabekelgerüst, das Ligamentum pectinatum. Die Spalträume zwischen diesen Trabekeln werden als Spatia anguli iridocornealis („Fontanasche Räume“, nach dem italienischen Naturwissenschaftler Felice Fontana) bezeichnet. Hier erfolgt der Abfluss des Kammerwassers.
Die kleinere hintere Augenkammer (Camera posterior bulbi) liegt zwischen Iris (Regenbogenhaut) und der vorderen Begrenzung des Glaskörpers. Dort liegt der größte Teil der Linse.